# Trichonius
Genre
Trichonius est un genre de coléoptères de la famille des Cerambycidae.

## Liste d'espèces
Selon Catalogue of Life (12 juillet 2020) :
- Trichonius affinis Monné M. L. & Mermudes, 2008
- Trichonius atlanticus Monné M. L. & Mermudes, 2008
- Trichonius bellus Monné M. L. & Mermudes, 2008
- Trichonius fasciatus Bates, 1864
- Trichonius griseus Monné M. L. & Mermudes, 2008
- Trichonius inusitatus Monné M. L. & Monné M. A., 2012
- Trichonius minimus Monné M. L. & Mermudes, 2008
- Trichonius picticollis Bates, 1864
- Trichonius quadrivittatus Bates, 1864

## Publication originale
- (en) H. W. Bates, « VI.—Contributions to an insect fauna of the Amazon Valley. Coleoptera: Longicornes », Annals and Magazine of Natural History, Londres, Taylor & Francis, vol. 13, no 73,‎ 1864, p. 43-56 (ISSN 0374-5481, OCLC 1481361, DOI 10.1080/00222936408681572, lire en ligne).